# スペインの県

スペインの県

スペインには自治州に加え、50の県（けん、provincia）がある。
県名のほとんどはその県都の名前と同じで、例外はアラバ県、アストゥリアス県、ビスカヤ県、カンタブリア県、ギプスコア県、バレアレス諸島、ラ・リオハ県、ナバーラ県である（かつてはアストゥリアス県、カンタブリア県、ラ・リオハ県、ナバーラ県もそれぞれ県都と同じ名称で、オビエド県、サンタンデール県、ログローニョ県、パンプローナ県と呼ばれていた）。州都が県都と別になっている例は、エストレマドゥーラ州のメリダとガリシア州のサンティアゴ・デ・コンポステーラである。
自治州のうち7つは、1つの県だけで構成される。アストゥリアス州、バレアレス諸島州、カンタブリア州、ラ・リオハ州、マドリード州、ムルシア州、ナバーラ州である。
かつてはprovinciaを県ではなく州と訳すこともあった。しかし近年では、自治州と区別するためもあり、州と訳すことは希である。

## 歴史と役割
現在のスペインの県が制定されたのは1833年で、スペイン独立戦争後の地方行政の改革による。このとき作られた49の県が基本的に現在まで続いている。ただし、このときカナリア諸島は2県に分かれておらず1県だった。
また1959年以降には一時期スペイン領サハラ（1976年に放棄し、現在モロッコの支配下）とイフニ(1969年にモロッコに譲渡)とフェルナンド・ポー島(ビオコ島、リオムニと共に1968年に赤道ギニアとして独立)とリオムニ(フェルナンド・ポー島と共に1968年に赤道ギニアとして独立）のアフリカにある4つのスペインの海外領土が、フランコ政権の時に県議会がある自治権を持つたアフリカのスペインの県の地位を得られていた。
フランコ死後のスペインの民主化により、1978年憲法が制定され、自治州制度が導入された。1979年から1983年まで県をまとめる形で17の自治州が順次発足したが、複数の県からなる州もあれば、一県で一州となった州もあった。
自治州には議会と内閣からなる自治政府が置かれており、大きな権限を持っている。県には県議会（diputación provincialが置かれ、議員は自治体選挙による間接選挙で選ばれる。県の役割は、基礎自治体（municipio）のサービスの連携、調整、支援である。
アストゥリアス州やマドリード州など一県一州の州には県議会は置かれず、県の役割は州が担っている。また、バレアレス諸島とカナリア諸島では、県議会ではなく島嶼議会が県の役割を担っている（カナリア諸島は2県だが県議会は置かれていない）。
2010年、7月27日カタルーニャ州議会で、ベゲリアス法案が賛成多数で可決された。これによると、現在カタルーニャ州は4県に分けられているが、7つのVegueriaに変更するとのことである。

## リスト
地名のうち、「/」で分かれているものは、スペイン語名と地域語（バスク語など）名を並べたもの。スペイン語名を先にしている。
| 県                                                          | 県都                                                                        | 自治州                         |
| ----------------------------------------------------------- | --------------------------------------------------------------------------- | ------------------------------ |
| アラバ県（Álava/Araba）                                     | ビトリア＝ガステイス（Vitoria/Gasteiz）                                     | バスク州                       |
| アルバセテ県（Albacete）                                    | アルバセテ                                                                  | カスティーリャ＝ラ・マンチャ州 |
| アリカンテ県（Alicante/Alacant）                            | アリカンテ                                                                  | バレンシア州                   |
| アルメリア県（Almería）                                     | アルメリア                                                                  | アンダルシア州                 |
| アストゥリアス県（Asturias/Asturies）                       | オビエド（Oviedo/Uviéu）                                                    | アストゥリアス州               |
| アビラ県（Ávila）                                           | アビラ                                                                      | カスティーリャ・イ・レオン州   |
| バダホス県（Badajoz）                                       | バダホス                                                                    | エストレマドゥーラ州           |
| バルセロナ県（Barcelona）                                   | バルセロナ                                                                  | カタルーニャ州                 |
| ブルゴス県（Burgos）                                        | ブルゴス                                                                    | カスティーリャ・イ・レオン州   |
| カセレス県（Cáceres）                                       | カセレス                                                                    | エストレマドゥーラ州           |
| カディス県（Cádiz）                                         | カディス                                                                    | アンダルシア州                 |
| カンタブリア県（Cantabria）                                 | サンタンデール（Santander）                                                 | カンタブリア州                 |
| カステリョン県（Castellón/Castelló）                        | カステリョン・デ・ラ・プラナ （Castellón de la Plana/Castelló de la Plana） | バレンシア州                   |
| ジローナ県（Girona/Gerona）                                 | ジローナ                                                                    | カタルーニャ州                 |
| シウダー・レアル県（Ciudad Real）                           | シウダー・レアル                                                            | カスティーリャ＝ラ・マンチャ州 |
| コルドバ県（Córdoba）                                       | コルドバ                                                                    | アンダルシア州                 |
| ア・コルーニャ県（A Coruña/La Coruña）                      | ア・コルーニャ                                                              | ガリシア州                     |
| クエンカ県（Cuenca）                                        | クエンカ                                                                    | カスティーリャ＝ラ・マンチャ州 |
| グラナダ県（Granada）                                       | グラナダ                                                                    | アンダルシア州                 |
| グアダラハラ県（Guadalajara）                               | グアダラハラ                                                                | カスティーリャ＝ラ・マンチャ州 |
| ギプスコア県（Guipúzcoa/Gipuzkoa）                          | サン・セバスティアン（San Sebastián/Donostia）                              | バスク州                       |
| ウエルバ県（Huelva）                                        | ウエルバ                                                                    | アンダルシア州                 |
| ウエスカ県（Huesca/Uesca）                                  | ウエスカ                                                                    | アラゴン州                     |
| バレアレス諸島（Illes Balears）                             | パルマ・デ・マヨルカ（Palma de Mallorca）                                   | バレアレス諸島州               |
| ハエン県（Jaén）                                            | ハエン                                                                      | アンダルシア州                 |
| ラ・リオハ県（La Rioja）                                    | ログローニョ（Logroño）                                                     | ラ・リオハ州                   |
| レオン県（León）                                            | レオン                                                                      | カスティーリャ・イ・レオン州   |
| リェイダ県（Lérida/Lleida）                                 | リェイダ                                                                    | カタルーニャ州                 |
| ルーゴ県（Lugo）                                            | ルーゴ                                                                      | ガリシア州                     |
| マドリード県（Madrid）                                      | マドリード                                                                  | マドリード州                   |
| マラガ県（Málaga）                                          | マラガ                                                                      | アンダルシア州                 |
| ムルシア県（Murcia）                                        | ムルシア                                                                    | ムルシア州                     |
| ナバラ県（Navarra/Nafarroa）                                | パンプローナ（Pamplona/Iruñea）                                             | ナバラ州                       |
| オウレンセ県（Orense/Ourense）                              | オウレンセ                                                                  | ガリシア州                     |
| パレンシア県（Palencia）                                    | パレンシア                                                                  | カスティーリャ・イ・レオン州   |
| ラス・パルマス県（Las Palmas）                              | ラス・パルマス・デ・グラン・カナリア （Las Palmas de Gran Canaria）         | カナリアス諸島州               |
| ポンテベドラ県（Pontevedra）                                | ポンテベドラ                                                                | ガリシア州                     |
| サラマンカ県（Salamanca）                                   | サラマンカ                                                                  | カスティーリャ・イ・レオン州   |
| サンタ・クルス・デ・テネリフェ県 （Santa Cruz de Tenerife） | サンタ・クルス・デ・テネリフェ                                              | カナリアス諸島州               |
| セゴビア県（Segovia）                                       | セゴビア                                                                    | カスティーリャ・イ・レオン州   |
| セビリア県（Sevilla）                                       | セビリア                                                                    | アンダルシア州                 |
| ソリア県（Soria）                                           | ソリア                                                                      | カスティーリャ・イ・レオン州   |
| タラゴナ県（Tarragona）                                     | タラゴナ                                                                    | カタルーニャ州                 |
| テルエル県（Teruel）                                        | テルエル                                                                    | アラゴン州                     |
| トレド県（Toledo）                                          | トレド                                                                      | カスティーリャ＝ラ・マンチャ州 |
| バレンシア県（Valencia/València）                           | バレンシア                                                                  | バレンシア州                   |
| バリャドリッド県（Valladolid）                              | バリャドリッド                                                              | カスティーリャ・イ・レオン州   |
| ビスカヤ県（Vizcaya/Bizkaia）                               | ビルバオ（Bilbao/Bilbo）                                                    | バスク州                       |
| サモラ県（Zamora）                                          | サモラ                                                                      | カスティーリャ・イ・レオン州   |
| サラゴサ県（Zaragoza）                                      | サラゴサ                                                                    | アラゴン州                     |